# (19148) Alaska
(19148) Alaska est un astéroïde de la ceinture principale.

## Description
(19148) Alaska est un astéroïde de la ceinture principale. Il fut découvert le 28 décembre 1989 à l'Observatoire de Haute-Provence par Eric Walter Elst. Il présente une orbite caractérisée par un demi-grand axe de 3,12 UA, une excentricité de 0,14 et une inclinaison de 19,6° par rapport à l'écliptique.

## Compléments